# Universal Music Latin Entertainment
Universal Music Latin Entertainment, o también conocida como UMLE, es una división de Universal Music Group (Vivendi), es una compañía discográfica especializada en la producción y distribución de música latina en México, Estados Unidos y Puerto Rico. UMLE incluye famosos sellos de música latina como Universal Music Latino, Fonovisa Records, Universal Music México, Universal Music Central América, Capitol Latin, Machete Music y Disa Records.
La compañía discográfica fue creada en 2008 con la adquisición de Univision Music Group y combinándolo con los mejores artistas latinos de Universal, junto con gran parte del catálogo trasero América del UMG.

## Discográficas
Estas son las casas disqueras de Universal Music Latin Entertainment que operan en la actualidad:

### Universal Music Latino
Formado en 1997, Universal Music Latino es la disquera principal de la división latina, pues incluye los mejores artistas latinos para promocionarlos en Estados Unidos y en otras partes del mundo. No se especializa en ningún género musical, pues promociona a todos sus artistas.

### Fonovisa Records
Esta inició en México como Discos Melody en 1984 era operada por Televisa y se centraba en el género de música pop, en esta se grabaron los álbumes de Timbiriche, Flans, Lucero y Thalía, hasta que se fueron especializando en música regional mexicana, cambian el nombre a Fonovisa y es adquirida en 2002 en ese entonces por Univision Music Group.
Fonovisa ahora es la disquera que se centra en artistas de regional mexicano de Universal Music Latin Entertainment, su lista de más de 120 artistas de Fonovisa incluye multi-platino artistas Marco Antonio Solís, Banda El Recodo, Conjunto Primavera, Los Temerarios, Los Tigres del Norte y Christian Nodal.

### Capitol Latin
Este sello discográfico inició en 1989, con el nombre de EMI Latin, que fue creada como una disquera de música latina en Estados Unidos de la en su momento compañía discográfica británica EMI, en 2009 Universal Music Group adquirió todo el conglomerado británico, que incluía sus casas disqueras estadounidenses y británicas como Virgin, Parlophone y Capitol Records. Como EMI Latin era la disquera latina de EMI se le entregó a la filial Universal Music Latin Entertainment para seguir siendo una casa disquera, la disquera paso a llamarse Capitol Latin en honor al Capitol Records anglosajón y todos los artistas se mantuvieron. Se centra en el pop latino.

### Machete Music
Machete Music se centra en fabricar y promocionar a artistas urbanos de Puerto Rico y los artistas latinos de todas partes del mundo. Artistas como Akwid, Wisin & Yandel, Ivy Queen, Daddy Yankee, Don Omar, Molotov y otros, pertenecen a esta submarca.

### Aftercluv Danza Lab
Una etiqueta que se centra en la música electrónica América audiencia. Lanzado en 2014, los actos musicales que se han adherido a la etiqueta incluyen 3BallMTY, Juan Magan, Atellagali, Marcelo Cic, y Buraka Som Sistema.

### 4Pop
Una etiqueta que surgió a partir del 2020 con el regreso de la agrupación mexicana RBD, con la integración de Anahi Puente, Christopher Uckermann, Maite Perroni y Christian Chávez, el proyecto comenzó con el concierto virtual llamado Ser o parecer 2020.

### Discográficas cerradas
- RMM Records & Video
- PolyGram Latino
- Rodven Records